# Heliconia (Antioquia)
Heliconia es un municipio de Colombia, localizado en la subregión Occidente del departamento de Antioquia. Limita por el norte con el municipio de Ebéjico, por el este con el municipio de Medellín, por el sur con los municipios de Angelópolis y Armenia y por el oeste con Armenia y Ebéjico. Su cabecera dista 41 kilómetros de la ciudad de Medellín, capital de Antioquia. El municipio posee una extensión de 117 kilómetros cuadrados, y una altitud de 1140 metros.

## Toponimia
No hay claridad total en este sentido. Algunas versiones dicen que se debe al cultivo de flores de heliconia, y que además existe un árbol llamado heliconia. Otros indican que proviene de una derivación de un monte conocido como Helicón.

## Historia
A la llegada de las huestes españolas, las tierras de Armenia y Heliconia estaban pobladas por  pueblos originarios . En 1541, cuando Jorge Robledo buscaba el valle de Arví, encontró el "Pueblo de la sal", donde los indígenas elaboraban panes de sal. Cuando los indios se dieron cuenta de que la soldadesca llegaba, no hubo enfrentamientos dado que los indígenas de Murgia, hoy Heliconia, eran comerciantes, y atendieron a los que llegaron como clientes,  fué posterior cuando Simón de Murga, vino con esclavos para explotar las Salinas, que los indígenas se apresuraron, unos a enterrarse vivos con sus riquezas y otros a esconder sus pertenencias. 
Las crónicas refieren así que los españoles  subieron por el Río Cauca desde Santa Fé de Antioquia y subieron por el Río la Guaca, pasando por la quebrada Sabaletas donde también hay ojos de Sal, Heliconia uno de los primeros pueblo de Antioquia que pisaron los españoles, siendo entonces el uno de los más viejos de este departamento visitado por las huestes de la conquista.
Las guacas indígenas y las salinas del territorio de Heliconia les proporcionaron mucha riqueza a los españoles, quienes rápidamente comenzaron a explotarlas. En la plazoleta inmediata a las salinas, don Bernardino Álvarez del Pino levantó la primera capilla de la zona. Durante la Colonia y el siglo XIX, Heliconia fue el mayor productor de sal en Antioquia.
En 1814 el Dictador Don Juan del Corral decretó la fundación de la población de Heliconia, que hasta este momento existía con varios  nombres, con los primeros pobladores se conocía como Mungia o Murgia, luego el pueblo de la Sal,  y luego con el nombre de Guaca debido a los entierros indígenas. El poblado recibió el nombre de “San Rafael de Heliconia”, Heliconia proviene del Monte Helicón de Grecia donde Habitaban la musas, dado que en la primera plazuela hay una cascada que evoca dicho monte Helicón. Pese a que el gobierno de entonces deseaba crear en la misma fecha el municipio como tal, la erección no pudo completarse debido a la Guerra de la Independencia. 
La erección se produjo sólo en 1831, por decreto del Obispo Dr. Fray Mariano Garnica, con el nombre de Parroquia de San Rafael de Heliconia. En 1831 Heliconia fue erigido distrito municipal.
Aún en la actualidad, los tiempos gloriosos de producción de sal son recordados por sus pobladores.

## Generalidades
- Fundación: El 2 de agosto de 1814
- Erección en municipio, 1831
- Fundador, Jorge Robledo
- Apelativo: Pueblo de la Sal.

El municipio se comunica por carretera con los municipios de Ebéjico, Medellín, Angelópolis y Armenia. Más de la mitad de viaje conduce de Medellín a Heliconia es pavimentada y las vías de acceso a los corregimeintos y veredas son destapadas, y se encuentran en muy buen estado.
La población de Heliconia fue llamada también anteriormente Arví, Murgia (lugar de sal) y Guaca, este último nombre debido a los entierros de tesoros indígenas.
El municipio guarda una rica historia de la que dan cuenta todavía algunos testigios en sus zonas arqueológicas. Fue también productor de sal, de aquella época quedan las ruinas de sus entables. Uno de los mejores planes es salir a pescar sabaletas.
De esta ciudad es oriundo el legendario "Cosiaca", un personaje definitivo en el humor antioqueño. 
Aunque viejas pero como ejemplos, acá hay algunas selecciones del humor de Cosiaca, citadas del "Testamento del paisa", obra de Agustín Jaramillo Londoño:
Estando una vez en unas fiestas de Guaca (ahora Heliconia), Cosiaca entró a una fonda, a pesar de no tener dinero para pagar, y pidió "un sancochito bien bueno, pero como me lo sirven en mi casa". Cuando le trajeron el almuerzo se lo comió y salió muy tranquilo sin pagar la cuenta.
La dueña de la fonda lo alcanzó y le pidió que cancelará la cuenta, y Cosiaca, con su natural gracia le contestó: Señora, pero si yo le advertí que me sirviera un sancocho como me lo sirven en mi casa, ¡y en mi casa no me cobran...!
En otra oportunidad, Cosiaca le pidió limosna a un caballero, y éste le respondió que no tenía menuda. Cosiaca entonces dijo: Eso es lo que me dicen todos: no tengo menuda, como si a Cosiaca no le gustara la gruesa.
En la actualidad, muchos comediantes aún imitan el ingenio y gracia del inolvidable Cosiaca.

## División Político-Administrativa
Además de su Cabecera municipal. Heliconia tiene bajo su jurisdicción los siguientes corregimientos (de acuerdo a la Gerencia departamental):
- Alto del Corral
- Llanos de San José
- Pueblito

## Demografía
Población Total: 5451 hab. (2018)
- Población Urbana: 2318
- Población Rural: 3133

Alfabetismo: 82.8 % (2005)
- Zona urbana: 87.8 %
- Zona rural: 78.9 %

### Etnografía
Según las cifras presentadas por el DANE del censo 2005, la composición etnográfica del municipio es: 
- Mestizos & Blancos (99,2 %)
- Afrocolombianos (0,8 %)

## División administrativa

### Barrios
- La Placita
- Ceferino Parte Alta
- Ceferino Parte Baja
- El Tejar
- Hatillo
- Joly y el Tablazo
- La Chorrera
- La Popala
- Morro Verde (calle Lisboa)
- Parque Principal

### Corregimientos
- Alto del Corral
- Llano de San José
- Pueblito

### Veredas
- El Chocho
- El Crucero
- Guamal
- La Hondura
- La Pava
- La Pradera
- Los Botes
- Morritos
- Palo Blanco
- Pueblo Viejo
- La Chorrera

## Economía
- En agricultura: café, caña, maíz, fríjol, plátano
- En ganadería: ganado vacuno y porcino
- En minería: explotación de hulla no cuenta con ninguno de estos

## Fiestas
|                                |
| Monumento al Berraco de Guaca. |

|                            |
| Placa al Berraco de Guaca. |

- Fiestas del “Berraco de Guaca", un cerdo salvaje que se dice solía andar libremente por el pueblo, "Guaca" fue el nombre anterior de la población antes de llamarse Heliconia.
- Fiestas de Cosiaca (el bobo del pueblo, muy tradicional en toda Antioquia y ubérrima fuente tradicional del humor paisa)
- Tomás Campesinas, en el mes de julio.
- Feria equina y peleas de gallos.
- Fiestas patronales de San Rafael, celebradas casi desde su fundación.
- Semana Santa, sin fecha fija durante marzo o principios de abril.
- Fiestas del Aniversario de la Fundación.
- Festivo Local  marcado el 2 de agosto, por acuerdo 11, del 13 de agosto de 2007 instaurado por el Concejo municipal.
- Fiestas del Retorno.

## Sitios de interés y destinos ecológicos
Patrimonio histórico artístico
- Iglesia parroquial de San Rafael
- Salinas de Guaca
- Restos de arquitectura antigua visibles en puentes, chimeneas, columnas y viaductos. Desde 1983 es Monumento Histórico.
- Antiguas Ruinas “Los Azulitos” y “Ruinas de Guaca”. Hace decenios se escuchan rumores de tesoros indígenas enterrados acá.

Patrimonio y destinos ecológicos
- Cascadas La Abuelita, paraje el cual a los fundadores se les pareció al Monte Helicón, del cual tomaron parte de su nombre.
- La Peña Antigua (y su cima)
- La Ciénaga con su túnel subterráneo (ubicada en la finca Santa Ana. Se dice que fue labrada por los indios)
- Pesca de Sabaletas en la Quebrada La Guaca
- Finca La Cañada, para pesca deportiva
- Sendero Ecológico La Ruta de Murgia.

## Personajes históricos
El doctor Federico Estrada Vélez, nacido en 1926. Fue abogado de profesión, senador, y embajador en Italia durante el gobierno de Virgilio Barco. Fue, además, concejal durante varios períodos de su natal Heliconia y representante a la Cámara. Fue asesinado en 1990 por el Cartel de Medellín.

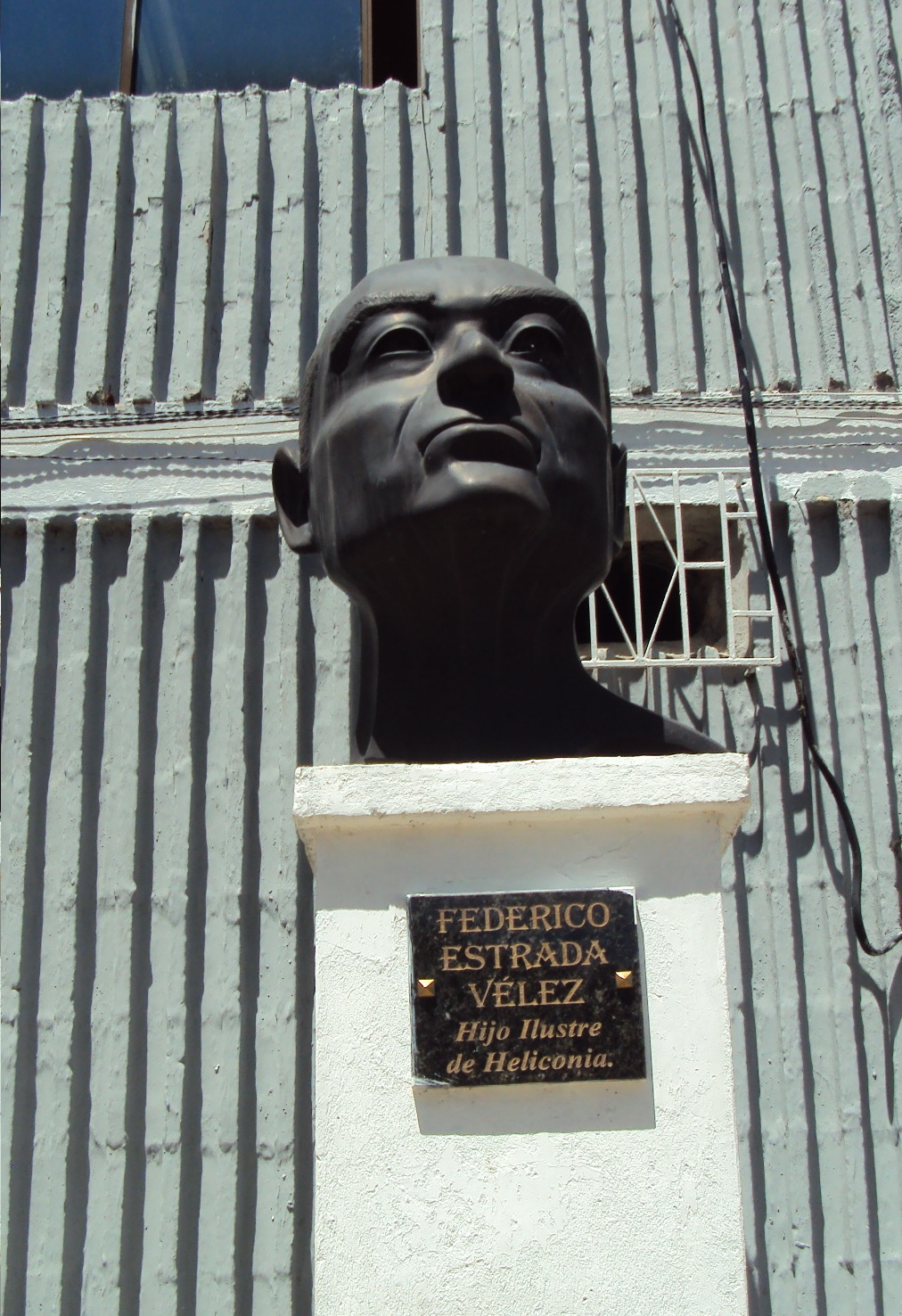
Busto de Federico Estrada Vélez.